# Équipe d'Oman des moins de 17 ans de football
Maillots
L'équipe d'Oman des moins de 17 ans est une sélection de joueurs de moins de 17 ans au début des deux années de compétition placée sous la responsabilité de la Fédération d'Oman de football. Elle a remporté 2 fois la Coupe d'Asie des nations des moins de 16 ans et fut une fois quatrième de la Coupe du monde de football des moins de 17 ans.

## Parcours en Coupe d'Asie des nations de football des moins de 16 ans
- 1985 : Forfait
- 1986 : Non qualifié
- 1988 : Non qualifié
- 1990 : Non qualifié
- 1992 : Forfait
- 1994 :  3e
- 1996 :  Vainqueur
- 1998 : 1er tour
- 2000 :  Vainqueur
- 2002 : Banni
- 2004 : Quarts de finale
- 2006 : Non qualifié
- 2008 : Non qualifié
- 2010 : 1er tour
- 2012 : 1er tour
- 2014 : 1er tour
- 2016 : Quarts de finale
- 2018 : Quarts de finale
- 2023 : À venir

## Parcours en Coupe du monde des moins de 17 ans
- 1985 : Non qualifié
- 1987 : Non qualifié
- 1989 : Non qualifié
- 1991 : Non qualifié
- 1993 : Non qualifié
- 1995 : 4e
- 1997 : Quarts de finale
- 1999 : Non qualifié
- 2001 : 1er tour
- 2003 : Non qualifié
- 2005 : Non qualifié
- 2007 : Non qualifié
- 2009 : Non qualifié
- 2011 : Non qualifié
- 2013 : Non qualifié
- 2015 : Non qualifié
- 2017 : Non qualifié
- 2019 : Non qualifié
- 2023 : À venir

## Palmarès
- Championnat d'Asie de football des moins de 16 ans : 
  - Vainqueur : 1996 et 2000.
- Coupe du golfe Persique des nations de football des moins de 17 ans :
  - Vainqueur en 2001, en 2002 et en 2015

## Anciens joueurs
- Mohammed Al-Kathiri (meilleur buteur de la coupe du monde des moins de 17 ans 1995, meilleur joueur du tournoi et meilleur jeune footballeur asiatique de l'année 1995)
- Khalifa Ayil Al-Naufli
- Sulaiman Said Al Shikairi
- Hassan Zaher
- Hashim Saleh
- Badar Juma Subait Al Alawi
- Hani Al-Dhabit